# Betsy Byars
Betsy Byars, née Betsy Cromer le 7 août 1928 à Charlotte en Caroline du Nord et morte le 26 février 2020 à Seneca (Caroline du Sud), est une femme de lettres américaine, auteur de littérature d'enfance et de jeunesse.

## Biographie
Elle épouse Edward Byars en 1950. Installés dans l'Illinois, elle et son mari sont des passionnés de vol à voile.
Elle commence à écrire après la naissance de ses quatre enfants. Son premier roman est publié en 1962. Elle poursuit depuis une carrière prolifique d'auteur pour la jeunesse, couronnée par des prix importants, dont le National Book Award en 1982.

## Œuvre

### Ouvrages de littérature d'enfance et de jeunesse

#### SérieGolly Sisters
- The Golly Sisters Go West (1985)
- Hooray for the Golly Sisters (1990)
- The Golly Sisters Ride Again (1994)

#### SérieBlossom Family
- The Not-Just-Anybody Family (1986)
- The Blossoms Meet the Vulture Lady (1986)
- The Blossoms and the Green Phantom (1987)
- A Blossom Promise (1987)
- Wanted...Mud Blossom (1991)

#### SérieBingo Brown
- The Burning Questions of Bingo Brown (1988)
- Bingo Brown and the Language of Love (1991)
- Bingo Brown, Gypsy Lover (1992)
- Bingo Brown's Guide to Romance (1992)

#### SérieHerculeah Jones
- The Dark Stairs (1994)
- Tarot Says Beware (1995)
- Dead Letter (1996)
- Death's Door (1997)
- Disappearing Acts (1998)
- King of Murder (2006)
- The Black Tower (2006)

#### SérieAnt
- My Brother, Ant (1996)
- Ant Plays Bear (1997)

#### Autres ouvrages
- Clementine (1962)
- The Dancing Camel (1965)
- Rama, the Gypsy Cat (1966)
- The Groober (1967)
- The Midnight Fox (1968) Publié en français sous le titre Ma renarde de minuit, Paris, Flammarion, Castor Poche no 97, 1984
- Summer of the Swans (1970) Publié en français sous le titre Rude journée pour Sara !, Paris, Flammarion, Castor Poche no 157, 1986
- Go and Hush the Baby (1971)
- The House of Wings (1972) Publié en français sous le titre Le Secret de l'oiseau blessé, Paris, Rageot, Bibliothèque de l'amitié, 1978
- The Eighteenth Emergency (1973), cet ouvrage remporte le Dorothy Canfield Fisher Children's Book Award Publié en français sous le titre Souriceau et la grande terreur (The 18th Emergency, 1973), Paris, Nathan, Bibliothèque internationale, 1979
- After the Goat Man (1974) Publié en français sous le titre Une journée inoubliable, Rageot, Bibliothèque de l'amitié, 1982
- The TV Kid' (1976) Publié en français sous le titre Comme à la télé, Paris, Flammarion, Castor Poche no 73, 1984
- The Pinballs (1977) Publié en français sous le titre Balles de flipper, Flammarion, Castor Poche no 86, 1984 ; réédition en 2011
- The Cartoonist (1978) Publié en français sous le titre Les Amis du grenier, Paris, Rageot, Bibliothèque de l'amitié, 1980
- The Winged Colt of Casa Mia (1978)
- Trouble River (1979) Publié en français sous le titre La Rivière de l'angoisse, Paris, Nathan, Arc-en-poche, 1981
- The Night Swimmers (1980), cet ouvrage remporte le National Book Award de meilleure fiction pour la jeunesse Publié en français sous le titre Piscine de nuit, Paris, Flammarion, Castor Poche no 629, 1998
- The Cybil Fight (1981)
- The Animal, The Vegetable, and John D. Jones (1982) Publié en français sous le titre Des vacances à histoires, Rageot, Bibliothèque de l'amitié, 1983
- The Two-Thousand-Pound Goldfish (1982)
- The Glory Girl (1983) Publié en français sous le titre Anna dans les coulisses, Paris, Flammarion, Castor poche no 229, 1988
- The Computer Nut (1984)
- Cracker Jackson (1985)
- Good-Bye, Chicken Little (1990)
- The Seven Treasure Hunts (1991) Publié en français sous le titre Les Sept Chasses au trésor, Paris, Flammarion, Castor Poche no 495, 1995
- Coast to Coast (1992) Publié en français sous le titre Cap sur l'Ouest, Paris, Flammarion, Castor poche no 532, 1995
- McMummy (1993)
- Growing Up Stories (1995)
- The Joy Boys (1996)
- Tornado (1996), illustrations de Doron Ben-Ami
- Me Tarzan (2000)
- Keeper of the Doves (2002)
- Top Teen Stories (2004), ouvrage écrit en collaboration
- Boo's Dinosaur (2006)

#### Ouvrages écrits en collaboration avec ses filles Betsy Duffey et Laurie Myers
- My Dog, My Hero (2000)
- The SOS File (2004)
- Dog Diaries (2007)
- Cat Diaries (2010)

### Mémoires
- The Moon and I (1991).

## Prix et récompenses
- Médaille Newbery pour Rude journée pour Sara ! (Summer of the Swans) en 1971
- Prix Sobrier-Arnould de l’Académie française pour Le secret de l’oiseau blessé (The House of Wings) en 1979
- National Book Award pour Piscine de nuit (The Night Swimmers) en 1982
- Louisiana Young Readers' Choice Award